# 是川銀藏
是川銀藏（日语：是川 銀蔵，平假名：これかわ ぎんぞう，出生名小山銀藏，入贅後改姓是川；1897年7月28日—1992年9月12日）是日本的投機活動從事者、企業家與農業技術研發者。

## 生平
小山銀藏出生於兵庫縣赤穗地區一個貧困的漁民家戶中，他有六個先於他出生的手足。 他在3歲時隨家人遷居神戶。 畢業自尋󠄁常小學校󠄁之後，他在14歲時於一家貿易公司擔任職員。
後來，他前往日本軍事政權所控制的中國大陸北方沿海地區。在盤纏用盡而一度絕望時，他遭遇機緣而與日本軍方成為貿易夥伴。 他一度藉食品和毛泡桐等商品交易獲利。1915年，他因招待高級軍官而被日本憲兵以賄賂有關罪名逮捕，但因未成年而被釋放，後返回日本。 返國數月後，他又前往青島，收購以鋅、銅、鉛合金為原料的硬幣並熔化重鑄為金屬塊賣出，以賺取差價；在第一次世界大戰中，金屬價格高漲，他獲取大量利潤。 後來，因投資孫文對抗袁世凱的軍事計畫的3萬日圓無法收回，非鐵金屬的價格又因人們預期第一次世界大戰即將結束而大幅下跌，他的企業最終破產。 他在自傳中稱，他原先準備以手槍自盡，但後來在與債權人見面的場合將剩下財產全部讓出並磕頭謝罪；當債權人得知他只有19歲時，都大感驚訝，並予以勉勵。
他回到日本，與姐夫在兵庫龍野地區經營貝殼紐扣工廠。1919年，他將工廠事業交給兄長，並搬到大阪，以便能夠自由地從事於自己的事業。他在當地建立金屬軋製工廠並收購鍍鋅工廠，成立大阪伸鐵亞鉛メッキ株式會社。 1923年關東大地震發生後，他的公司預估到復建過程的金屬製品需求，而購買鍍鋅鐵板和釘子，隨後賺取巨額利潤。他認為這樣的利潤是建立在別人的災難上，而將部分利潤在大阪地區捐出。 他在1918年與是川豐子結婚，入贅是川家。
1927年昭和金融危機發生後，他主要儲蓄所在的銀行破產；他的債權人理解並支持他繼續經營事業，但他將事業讓與債權人。經歷大蕭條後，他對資本主義產生懷疑，並長年在圖書館自行研究全球情勢和投資理論；他得出結論並斷定資本主義制度不會衰落，理解到蕭條是經濟週期引起的可預測波動。
1931年，他開始以70日圓在大阪證券交易所持有股票；年底，投資金額增至7,000日圓。 1933年，他在大阪堂島設立昭和經濟研究所（後稱是川經濟研究所），進行經濟研究與教學。 1935年，他在經營商品期貨的大阪三品交易所（日語：大阪三品取引所）買入棉花，因為他預期全球棉花歉收，並與四處出售棉花的昭和棉花株式會社的駒村資平進行市場操縱競爭。後來，買方獲得優勢，他獲利約300萬日元，但在拒絕商定售出價格後，遭遇行情反轉，導致虧損1萬餘日元。
他根據對各國經濟動向的調查，推測美國、英國、蘇聯等正在準備向遠東地區擴軍，並向日本軍方、商界和媒體發出警告。當時，與美國和英國的友好外交是主流，他受日本憲兵等審問，但他獲日本政府内閣直屬機構企畫院沼田多稼藏的理解，並開始向日本陸軍提出建議。 1938年，是川礦業在朝鮮半島東部江原道三陟郡成立。1943年，他又設立是川製鐵株式會社，並成為當時朝鮮半島少數大型企業之一。由於他與時任朝鮮總督小磯國昭的友誼（透過他的小學老師佐々井一晁引介認識），他於1944年被邀請加入小磯內閣但予以回絕。 戰後，在朝鮮半島，他因是受日本統治者支持企業的負責人，而被新政權逮捕。在即將被處死之前，曾受他照顧與平等對待的當地人為他請願，使他最終被釋放。 他自稱在朝鮮半島北部研發出能克服當地貧脊自然環境的糧食作物種植技術。
回到日本後，有感日本在與西方世界的競爭中不如對方，且認為充足而穩定的糧食供應是日本發展的基礎，他遠離家人而致力於自力研究作物種植技術；家庭經濟來源和兒女的撫育，幾乎全由他的妻子負擔。
後來，他再度投入投機事業，在1960年代借款於大阪臨海地區購置大量不動產，後於該當地區的高度開發中獲利約3億日圓。其後，他再度進入日本的股票市場。 1970年代晚期，因為從事於備受矚目的大筆金額股票交易（尤其是在礦業和水泥產業領域）和市場操縱等，他開始成為日本股市的知名人物。
他在1978年開始捐助慈善事業，並於1979年設立是川福祉基金。
他的兒子是川正顕後來成為表現突出的科學家，但因病逝世於1985年；他為兒子突出的學術表現感到驕傲，但也認為兒子的早死等，與自己在其成長過程中遠離家庭、沒有盡力養家和照顧子女等有關，而感到非常懊悔。 
他在過世前表示因自己的收入來源大多源於股市交易，但日本政府對股市交易課以相當高的稅率，他剩下不多資產，連自傳的版稅都被稅務有關當局沒收。
他自稱自己的人生指導格言是「誠與愛」（日語：誠と愛）；他解釋其意為「真誠地對待他人，充滿愛地生活」。